# 卡美克
卡美克是马里奥系列的角色，是庫巴族最強大的魔法師，同時也掌管著一批軍隊。負責照顧年幼的庫巴少爺，並擔任軍師一職。在《超級瑪利歐世界》中首次登場，同時出現在耀西系列及《新超级马里奥兄弟Wii》中。